# Expedition Arktis
Expedition Arktis – Ein Jahr. Ein Schiff. Im Eis. ist ein Dokumentarfilm der UFA Show & Factual in Kooperation mit dem rbb, NDR und HR. Die Erstausstrahlung erfolgte am 16. November 2020 um 20:15 Uhr innerhalb der ARD-Themenwoche „#WIELEBEN – Bleibt alles anders“ in der ARD. Für die Dokumentation haben Kamerateams die MOSAiC-Expedition des Alfred-Wegener-Institut ein Jahr lang begleitet.

## Inhalt

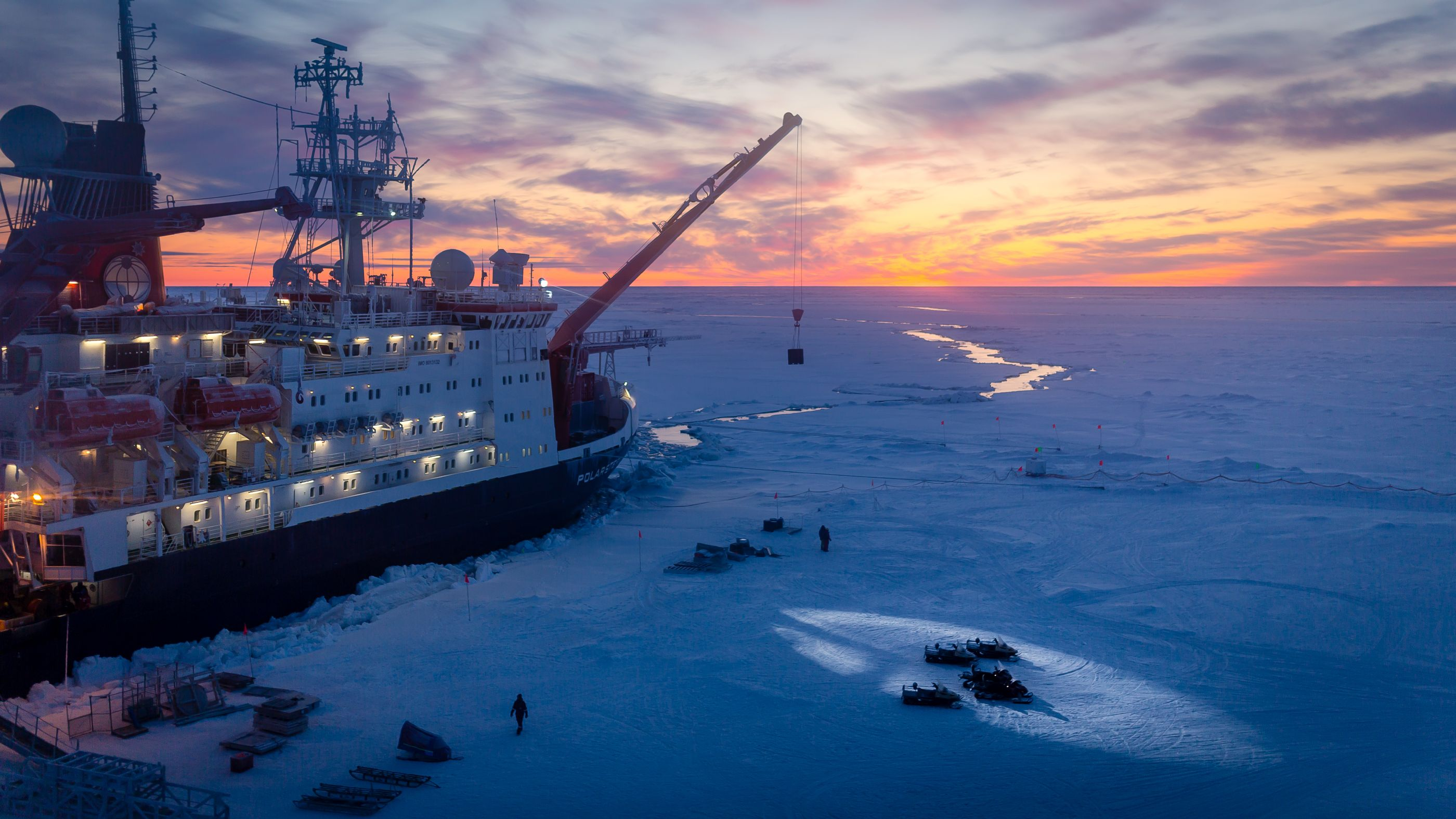
Die Polarstern eingefroren in der Arktis

Die MOSAiC-Expedition ist die bisher größte Arktis-Expedition: Im September 2019 machte sich der deutsche Eisbrecher Polarstern auf den Weg zum Nordpol, um ein Jahr lang eingeschlossen im Eis durch das Nordpolarmeer zu driften. Die Aufgabe der Wissenschaftler: Daten sammeln über den Ozean, das Eis, die Atmosphäre und das Leben, um so die globale Erwärmung zu verstehen. Denn die Änderungen in der Arktis haben Auswirkungen weit über die Region hinaus.
Der Film dokumentiert die MOSAiC-Expedition und zeigt das wissenschaftliche, logistische und auch menschliche Abenteuer einer Gemeinschaft aus Forschenden und Crewmitgliedern, die sich mit dem Schiff für ein Jahr in der Eiswüste nahe dem Nordpol einfrieren lassen. Extreme Temperaturen unter minus 40 Grad Celsius, Dunkelheit, starke Winde und brüchiges Eis erfordern immer wieder neue Lösungen. Die Corona-Pandemie stellt alle vor zusätzliche Herausforderungen.
Mehrere Kamerateams beobachten Forschende und Crew bei ihrer Arbeit und sind dabei, wenn Bärenwächter neugierige Eisbären von der Forschungsstation fernhalten, Wissenschaftler kostbares Equipment vor dem eisigen Ozean in Sicherheit bringen und überraschende Entdeckungen spontane Begeisterung auslösen.
Rund 300 Wissenschaftler aus 20 Nationen, über 80 involvierte Institutionen, mehrere Eisbrecher, Polarflugzeuge und Helikopter, 389 Tage Expedition und rund 150 Millionen Euro Budget mit einem Ziel: dem Durchbruch in der Arktisforschung.

## Produktion
„Expedition Arktis“ ist eine Produktion der UFA Show & Factual in Kooperation mit dem rbb, NDR und HR für Das Erste. Redaktionell verantwortlich sind Ute Beutler (rbb), Marc Brasse (NDR) und Sabine Mieder (hr). Produzenten der Dokumentation sind Nico Hofmann und Ute Biernat. Inhaltlich verantwortlich für das Projekt sind der Executive Producer Uli Zahn sowie der Producer und Regisseur Philipp Grieß.

## Kritiken
- Kaum ein Superlativ kann dem gerecht werden, was das Kamerateam um Regisseur Philipp Grieß da in der dunklen, weißen Eiswüste eingefangen hat. Ihre Arbeit macht Kräfte sichtbar, von denen der Zuschauer nicht einmal weiß, dass sie existieren. (…) Herausgekommen ist ein Dokumentarfilm, der nicht nur ein Fest fürs Auge ist mit seinen spektakulären Zeitraffern, Makro- und Nachtaufnahmen. Nein, er ist schon jetzt auch ein Stück Filmgeschichte, auf das man verweisen wird, wenn man in ein paar Jahren zeigen will, wie es mal aussah, da oben am Nordpol. (…) Mehr als 500 Stunden Material haben die Kameraleute vor Ort gedreht. Man würde sie am liebsten alle ansehen. (…) Doch es sind nicht nur beeindruckende Bilder, die das Team da vom Nordpol mitbringt, es sind auch traurige. Expedition Arktis schafft es wie kaum eine andere Dokumentation ihrer Art, den Klimawandel festzuhalten – zumindest in Bild und Ton. Süddeutsche Zeitung vom 16. November 2020[7]
- Driften gen Nordpol: Wie ARD und Ufa aus der „Expedition Arktis“ ein TV-Spektakel machen. (… ) Das Ganze hat Kino-Ausmaße, samt internationaler Vermarktung. Wäre Corona nicht dazwischen gekommen, hätte „Expedition Arktis“ seinen Weg in die Kinos gefunden. Der Tagesspiegel vom 16. November 2020[8]
- Für Freunde klassisch erbaulicher Natur-Dokumentationen ist Phlipp Grieß’ grimmige Wissenschafts-Doku aus der Kälte eher nichts. Dazu fehlt dem zurückhaltenden Film das in derlei Formaten sonst übliche philosophische Pathos, dem man hier eine strenge wissenschaftliche Erdung verschrieben hat. Dass man zu den eher nüchternen Erkenntnissen jedoch Bilder wie aus einer anderen Welt sieht, macht das Zuschauen dann doch wieder zu einem fast übersinnlichen Erlebnis. yahoo! Nachrichten vom 14. November 2020[9]
- 90 Minuten für ein ganzes Jahr: Die ARD-Dokumentation über die größte Arktis-Expedition aller Zeiten ist in vielerlei Hinsicht ein ambitioniertes Projekt. Die Bilder, der Aufwand: Beeindruckend. Die Länge des Films: Zu knapp bemessen. DWDL.de vom 16. November 2020[10]

## Preise
- Best Science Documentary Award des Internationalen Wissenschafts- und Medienfestival Silbersalz 2021[11]
- Preis der Jury Internationaler Wettbewerb des NaturVision Filmfestivals 2021[12]
- Deutscher NaturfilmPreis 2021 in der Kategorie "Jury-Preis für herausragende Leistungen" der Deutschen NaturfilmStiftung[13]
- Preis für die beste künstlerische Leistung der Ökofilmtour 2022[14]

## Preise International
- British Documentary Award Grierson 2022 in der Kategorie „Best Science Documentary“[15]